# 新陽社
株式会社新陽社（しんようしゃ、英: SHIN-YOSHA CORPORATION）は、主に鉄道駅に設置されている電気掲示器および発車標の設計、製造、設置工事を行う日本の企業。日本電設工業の関連企業。

## 主な製品

### 発車標
表示素子としては字幕式、反転式、LED式と変遷してきた。LED式は従来より赤、黄緑、橙（橙は赤色LEDと黄緑色LEDによる）の3色LED方式であったが、2002年の京王線新宿駅でマルチカラーLED（青色も含む7色）を初採用、2004年のJR新宿駅の南口でフルカラーLEDを初採用している。また、東急渋谷駅にみられるような液晶式の製品も手がけている。
外形デザインや表示コンテンツ等は鉄道会社ごとに異なり柔軟に対応している。ATOSタイプのような、システム全体は請け負わず表示機単体にて導入する場合もある。同社の製品は東日本地区において大きなシェアを持つ。

### 電気掲示器
日本国有鉄道（当時）の東日本地区に設置された電気掲示器の大半が同社のものであった。
様式、書体、ピクトグラフ、大きさ、蛍光灯の配列などが規程された鉄道掲示基準規程（失効）に則って製造された。
分割民営化後はJRによって同社の新しい電気掲示器へと交換されているが、一部の駅ではまだ見ることができる。

## 事業所
本社・東京支店
- 〒104-0043 東京都中央区湊1丁目7番3号 新陽社八丁堀ビル

多摩境テクノセンター
- 〒194-0215 東京都町田市小山ヶ丘2丁目9番地1

札幌支店
- 〒060-0807 北海道札幌市北区北7条西4丁目4番3号 札幌クレストビル7F

仙台支店
- 〒980-0021 宮城県仙台市青葉区中央4丁目9番23号 NDK仙台ビル4F

名古屋支店
- 〒460-0002 愛知県名古屋市中区丸の内1丁目5番28号 伊藤忠丸の内ビル9F

大阪支店
- 〒532-0005 大阪府大阪市淀川区三国本町2丁目1番3号 NDK大阪ビル3F

## 受賞
- ブルネル賞
- グッドデザイン賞
- SDA賞